# Josefin Hermansson
Josefin Hermansson, född 1990, är en svensk bowlare. 
Josefin Hermansson är ursprungligen från Borlänge, där hon som sjuåring började bowla i klubben BK Kullan. Senare har Hermansson spelat för bland annat Team Vasa BK (numera Team Granen Dam ) och Sundbybergs IK. I nuläget representerar hon Partillelaget Team X-Calibur, hennes hemmaklubb sedan hon flyttade till Göteborg 2013 i samband med universitetsstudier.
Som elitspelare har Hermansson flera meriter. Förutom lagbroms i junior-EM 2008 och ett SM-guld individuellt 2014, har hon även tillsammans med Team X-Calibur tagit SM-guld i åttamanna tre gånger (år 2014, 2015 och 2018). År 2019 blev Hermansson uttagen till damernas seniorlandslag, med vilket hon under VM i Las Vegas samma år tog två medaljer, ett silver i femmanna och ett VM-guld i dubbel (spelpartner Jenny Wegner).
Hermansson är dotter till Benita Hermansson (tidigare elitspelare, bowling) och Anders Hermansson (tidigare landslagsspelare, bowling).